# Liste der Kulturgüter in Féchy
Die Liste der Kulturgüter in Féchy enthält alle Objekte in der Gemeinde Féchy im Kanton Waadt, die gemäss der Haager Konvention zum Schutz von Kulturgut bei bewaffneten Konflikten, dem Bundesgesetz vom 20. Juni 2014 über den Schutz der Kulturgüter bei bewaffneten Konflikten sowie der Verordnung vom 29. Oktober 2014 über den Schutz der Kulturgüter bei bewaffneten Konflikten unter Schutz stehen.
Objekte der Kategorien A und B sind vollständig in der Liste enthalten, Objekte der Kategorie C fehlen zurzeit (Stand: 1. Januar 2023).

## Kulturgüter
| Foto |                                                                            | Objekt | Kat. | Typ | Standort                             | Beschreibung |
| ---- | -------------------------------------------------------------------------- | --- | ---- | --- | ------------------------------------ | ------------ |
| ja   | Datei hochladen · Wikidata zu La Gordanne mit Nebengebäuden (Q3209429)     | La Gordanne: Herrenhaus, ehemalige Stallungen, Gewächshaus, Loge und Tor / La Gordanne: maison de maître, anciennes écuries, serre, loge et portail KGS-Nr.: 10322 | A    | G   | Route Suisse 6 518484 / 146762       |              |
| ja   | Datei hochladen · Wikidata zu Reformierte Kirche Saint-Sulpice (Q29890788) | Reformierte Kirche Saint-Sulpice / Église réformée Saint-Sulpice KGS-Nr.: 06074                                                                                    | B    | G   | Chemin de la Crausaz 517938 / 148317 |              |
| BW   | Datei hochladen · Wikidata zu Anwesen Rionzier (Q29890791)                 | Rionzier-Anwesen: Herrenhaus und Brotbackofen / Propriété Rionzier: maison de maître et four à pain KGS-Nr.: 14631                                                 | B    | G   | Route du Rionzier 2 518082 / 148110  |              |